# Estadio Héctor Espino
El Estadio Héctor Espino está ubicado en la ciudad de Hermosillo, Sonora, México. Fue la casa de los Naranjeros de Hermosillo, equipo de la Liga Mexicana del Pacífico hasta la temporada 2012-13, el cual fue suplido por el Estadio Sonora a partir de la campaña 2013-14. También fue sede del equipo de fútbol Cimarrones de Sonora, equipo de la Liga de Ascenso de México.
Además también fue la casa de los Diablos de Hermosillo en la Liga Norte de México y en la Liga Norte de Sonora.
A partir de la temporada 2017 de la CONADEIP del fútbol americano colegial, será casa de los Coyotes de la UTH.

## Historia
El estadio fue inaugurado el 4 de octubre de 1972. En aquellos años tenía una capacidad de 10,000 aficionados y era conocido como el "Coloso del Choyal", ahora el estadio tiene una capacidad de 15 000 aficionados.
En el año de 1976 obtuvo su actual nombre, otorgado en honor del máximo jonronero y mejor bateador mexicano de todos los tiempos, Héctor Espino González, quien jugó durante 24 años con los Naranjeros, desde 1960 hasta 1984.
El estadio Héctor Espino ha sido sede de 6 Series del Caribe, la primera de ellas en 1974, posteriormente en 1982, 1987, 1992 y la última en 1997, cuando el estadio sufrió su más reciente remodelación, aumentando su capacidad a 15 000 personas.
También ha sido sede de partidos de Grandes Ligas, en la pretemporada de los Arizona Diamondbacks, en el año de 2003 en contra de los Kansas City Royals.
Cuenta además con todas las comodidades para los espectadores que acuden a los partidos de los Naranjeros, y fue el primer estadio de Latinoamérica en contar con una pantalla gigante, que fue colocada en la temporada 1991-92.
La casa de los Naranjeros se divide en varias secciones y cuenta con un alumbrado que lo colocan como uno de los mejores del béisbol mexicano.
El estadio Héctor Espino cuenta con una plaza de la comida, tiendas de souvenirs, palcos, cabinas, zonas numeradas, zonas generales y bleachers metálicos, contando todas, con excepción de los bleachers, con butacas.
El hogar de los dieciséis veces campeones del béisbol invernal mexicano, también ha sido escenario para conciertos y otros eventos, y es el lugar deportivo más importante de la ciudad, siendo considerado la Catedral del béisbol sonorense.
El domingo 6 de enero de 2013 se llevó a cabo el último partido profesional, juego realizado en la ronda de play offs entre los Naranjeros de Hermosillo y los Tomateros de Culiacán ganando estos últimos con un marcador de 7 carreras por 2. Quedando eliminados los Naranjeros en la búsqueda de ser el representante mexicano en la  Serie del Caribe 2013 a realizarse en Hermosillo. 
El estadio dejó de ser sede de los Naranjeros de Hermosillo en la temporada 2012-13, pasando a ser su nueva sede el Estadio Sonora.

## Fútbol
Gracias a la mudanza del equipo de béisbol al Estadio Sonora, el equipo de fútbol de Segunda División Cimarrones de Sonora lo registró como su sede para el Apertura 2014, con la finalidad de cumplir con la reglamentación para Ascender. Cimarrones utilizó por última vez el inmueble en el torneo Apertura 2015 de la Liga de Ascenso de México, ya que se mudaron al estadio Héroe de Nacozari para el torneo Clausura 2016.

## Béisbol Doble A
En las últimas series de la temporada 2015 de la Liga Norte de México, el equipo Diablos de Hermosillo dejó de utilizar el Estadio Sonora como su casa, ya que el equipo de fútbol Cimarrones de Sonora lo utilizaría provisionalmente. Es así que "Diablos" decidió rehabilitar el Estadio Héctor Espino y convertirlo en su nueva sede.
Fue registrado nuevamente como casa de Diablos de Hermosillo para la temporada 2016 de la Liga Norte de México, pero al final no se concretó, debido a que Diablos anunció que no participaría en la temporada 2016.

## Fútbol Americano Colegial
La temporada 2017 de la CONADEIP del fútbol americano colegial vio acción en el Héctor Espino, siendo casa de los Coyotes de la UTH.
Fue la única temporada del equipo en el recinto.